# Valea Sighiștelului
Valea Sighiștelului este o arie protejată de interes național ce corespunde categoriei a IV-a IUCN (rezervație naturală de tip mixt), situată în vestul Transilvaniei, pe teritoriul județului Bihor.

## Localizare
Aria naturală se află în extremitatea sud-estică a județului Bihor (în ramura nordică a Munților Bihorului, grupă montană a Apusenilor ce aparține lanțului carpatic al Occidentalilor), pe teritoriul administrativ al comunei Câmpani, aproape de drumul național DN75 (care leagă orașul Câmpeni de Ștei).

## Descriere
Rezervația naturală  a fost declarată arie protejată prin Legea Nr.5 din 6 martie 2000 (privind aprobarea Planului de amenajare a teritoriului național - Secțiunea a III-a - zone protejate, publicată în Monitorul Oficial al României, Nr.152 din 12 aprilie 2000) și se suprapune ariei de protecție specială avifaunistică - Munții Apuseni - Vlădeasa. Aceasta se întinde pe o suprafață de 412,60 hectare și este inclusă în Parcul Natural Apuseni.
Valea Sighiștelului reprezintă cursul superior al râului omonim (cunoscut și sub denumirea de „Valea Sohodolului Mare” pe o distanță de 7 km) împreună cu zonele ce mărginesc valea; cu sectoare de cheiuri, canioane abrupte, peșteri (avene) și formațiuni carstice de suprafață (doline, lapiezuri, izbucuri și ponoare). Aria naturală adăpostește și protejază o gamă diversă de floră și faună specifică Apusenilor.

## Obiectiv turistic aflat în vecinătate
- Biserica de lemn „Sf. Dimitrie” din Fânațe, lăcaș de cult (ridicat în secolul al XVIII-lea) aflat pe lista monumentelor istorice sub codul LMI BH-II-m-A-01145.